# Euasteron krebsorum
Euasteron krebsorum là một loài nhện trong họ Zodariidae.
Loài này thuộc chi Euasteron. Euasteron krebsorum được Barbara C. Baehr miêu tả năm 2003.